# كثرة النساء وقلة الرجال
كثرة النساء وقلة الرجال هي علامة من علامات الساعة وقرب القيامة ذكرها النبي محمد وذكرت في كتب الأحاديث الصحيحة، ونصها :
حدثنا حفص بن عمر الحوضي حدثنا هشام عن قتادة عن أنس رضي الله عنه قال لأحدثنكم حديثا سمعته من رسول الله ﷺلا يحدثكم به أحد غيري سمعت رسول الله ﷺ يقول( إن من أشراط الساعة أن يرفع العلم ويكثر الجهل ويكثر الزنا ويكثر شرب الخمر ويقل الرجال ويكثر النساء حتى يكون لخمسين امرأة القيم الواحد ).
وهذه العلامة قد لم تقع بعد أو أنها على الأبواب، وفيها إشارة واضحة على كثرة النساء بشكل ملحوظ بالنسبة للرجال. وقد ذكر الحافظ ابن حجر في كتابه (فتح الباري) في شرحه للحديث السابق :
قَوْلُهُ الْقَيِّمُ الْوَاحِدُ أَيِ الَّذِي يَقُومُ بِأُمُورِهِنَّ وَيَحْتَمِلُ أَنْ يُكَنَّى بِهِ عَنِ اتِّبَاعِهِنَّ لَهُ لِطَلَبِ النِّكَاحِ حَلَالًا أَوْ حَرَامًا.

## تفصيل العلامة
تعددت أسباب كثرة النساء وقلة الرجال وقد فسرها العلماء بعدة أسباب فمنهم من فسر قوله (ويكثر النساء): سببه أن الفتن تكثر، فيكثر القتل في الرجال؛ لأنهم أهل الحرب دون النساء.
وقال ابن عبد الملك هو إشارة إلى كثرة الفتوح، فتكثر السبايا، فيتخذ الرجل الواحد عدة موطوءات.
قال الحافظ: فيه نظر؛ لأنه صرح بالعلة في حديث أبي موسى الآتي، يعني في الزكاة عند البخاري، فقال: من قلة الرجال وكثرة النساء.
وفسرها بعضهم بأنها علامة محضة، لا بسبب آخر، بل يقدر الله في آخر الزمان أن يقل من يولد من الذكور، ويكثر من يولد من الإناث 
كذلك ورد في الحديث النبوي الشريف أن لكل رجل خمسون امرأة، ويقول الحديث: (لَيَأْتِيَنَّ عَلَى النَّاسِ زَمَانٌ يَطُوفُ الرَّجُلُ فِيهِ بِالصَّدَقَةِ مِنْ الذَّهَبِ ثُمَّ لَا يَجِدُ أَحَدًا يَأْخُذُهَا مِنْهُ، وَيُرَى الرَّجُلُ الْوَاحِدُ يَتْبَعُهُ أَرْبَعُونَ امْرَأَةً يَلُذْنَ بِهِ مِنْ قِلَّةِ الرِّجَالِ وَكَثْرَةِ النِّسَاءِ. ) ونلاحظ من خلال الحديث النبوي الشريف أنه الرسول ﷺ ذكر أنه ستكون أربعون امرأة مقابل الرجل الواحد، والخلاصة الوحيدة أن الرقم ليس مهم بعكس الوضوح والملاحظة ومنطق حصول ذلك، فهي فقط أحكام على ذلك ليعمل بها الإنسان ويتمكن من فهم وضع كثرة النساء وقلة الرجال.).